# Égilope
Aegilops
Genre
Classification phylogénétique
Aegilops, l’Égilope, est un genre de plantes monocotylédones de la  famille des Poaceae, sous-famille des Pooideae, originaire du bassin méditerranéen et d'Asie occidentale.
Le genre comprend une vingtaine d'espèces. Ce sont des plantes herbacées annuelles, rhizomateuses ou cespiteuses, atteignant de 15 à 80 cm de haut.
Dans les années 1950, la conscience croissante de la similarité génétique (y inclus certains génomes partagés) des égilopes sauvages conduisit certains botanistes à  fusionner Aegilops et Triticum en un genre unique, Triticum. Cette approche est parfois encore suivie (par des généticiens principalement), mais n’a pas été largement adoptée par les taxonomistes. Les Aegilops sont morphologiquement très distincts des Triticum, avec des glumes arrondies plutôt que carénées.
ÉtymologieLe nom générique « Aegilops » vient du grec αἰγιλώπια – aigilôpia –, qui désigne une fistule lacrymale. Le mot est formé de αἴξ – aix –, « chèvre » et ὤψ – ôps –, « vue, visage ». Dioscoride (4.137) précise que « cette plante sert à soigner les fistules lacrymales ».

## Hybridation
Les espèces du genre Aegilops peuvent s'hybrider avec des espèces des genres  Triticum (× Aegilotriticum Wagner ex Tschermak), Secale (× Aegilosecale Ciferri & Giacom.), Dasypyrum, Elytrigia.
Le genre Aegilops est important dans l’évolution du blé pour son rôle dans deux événements d’hybridation importants. L’engrain sauvage (Triticum dicoccoides et Triticum araraticum) est le résultat de l’hybridation d’un blé sauvage, Triticum urartu, et d’une égilope encore non identifiée, probablement similaire à Aegilops speltoides. Le genre Aegilops a également été utilisé pour transférer par des techniques de transgénèse et d'hybridation, des fragments chromosomiques de résistance à plusieurs maladies, dont la rouille brune du blé et l'oïdium du blé, au blé tendre pour créer la variété de blé tendre d'hiver « Renan »,,,.

## Liste des espèces, sous-espèces et variétés
Selon World Checklist of Selected Plant Families (WCSP) (18 septembre 2016) :
- Aegilops bicornis (Forssk.) Jaub. & Spach (1851)
- Aegilops biuncialis Vis. (1842)
- Aegilops caudata L. (1753)
- Aegilops columnaris Zhuk. (1928)
- Aegilops comosa Sm. (1806)
  - sous-espèce Aegilops comosa subsp. comosa
  - sous-espèce Aegilops comosa subsp. heldreichii (Boiss.) Eig (1929)
- Aegilops crassa Boiss. ex Hohen. (1845)
  - variété Aegilops crassa var. crassa
  - variété Aegilops crassa var. macranthera Boiss. (1884)
- Aegilops cylindrica Host (1802)
- Aegilops geniculata Roth (1787)
- Aegilops × insulae-cypri H.Scholz (2000)
- Aegilops juvenalis (Thell.) Eig (1929)
- Aegilops kotschyi Boiss. (1846)
- Aegilops longissima Schweinf. & Muschl. (1912)
- Aegilops mutica Boiss. (1844)
- Aegilops neglecta Req. ex Bertol. (1834)
- Aegilops peregrina (Hack.) Maire & Weiller (1955)
- Aegilops searsii Feldman & Kislev (1980)
- Aegilops sharonensis Eig (1928)
- Aegilops speltoides Tausch (1837)
  - sous-espèce Aegilops speltoides subsp. ligustica (Savign.) Zhuk. (1928)
  - sous-espèce Aegilops speltoides subsp. speltoides
- Aegilops tauschii Coss. (1849)
  - sous-espèce Aegilops tauschii subsp. strangulata (Eig) Tzvelev (1973)
  - sous-espèce Aegilops tauschii subsp. tauschii
- Aegilops triuncialis L. (1753)
- Aegilops umbellulata Zhuk. (1928)
- Aegilops uniaristata Vis. (1851)
- Aegilops vavilovii (Zhuk.) Chennav. (1960)
- Aegilops ventricosa Tausch (1837)

## Importance économique
Sur le plan économique, plusieurs espèces d'Aegilops sont d'importantes mauvaises herbes des cultures, notamment Aegilops cylindrica, Aegilops geniculata, Aegilops triuncialis.
Certaines espèces sont des plantes fourragères utiles dans les pâturages,  par exemple Aegilops cylindrica, Aegilops kotschyi, Aegilops triuncialis.